# (100012) 1989 BC1
(100012) 1989 BC1 es un asteroide perteneciente al cinturón de asteroides, descubierto el 25 de enero de 1989 por Antonín Mrkos desde el Observatorio Kleť, České Budějovice, República Checa.

## Designación y nombre
Designado provisionalmente como 1989 BC1.

## Características orbitales
1989 BC1 está situado a una distancia media del Sol de 2,672 ua, pudiendo alejarse hasta 3,418 ua y acercarse hasta 1,927 ua. Su excentricidad es 0,279 y la inclinación orbital 27,76 grados. Emplea 1596 días en completar una órbita alrededor del Sol.

## Características físicas
La magnitud absoluta de 1989 BC1 es 14,4. Tiene 6,154 km de diámetro y su albedo se estima en 0,032.